# Jardines Hakone
Hakone Gardens ( en español: Jardines Hakone), es un jardín japonés y jardín botánico de 18 acres (73,000 m²) de extensión, localizado en Saratoga, California. 

## Localización
Se ubica en 
Hakone Gardens Saratoga, Santa Clara county California United States of America-Estados Unidos de América.
Planos y vistas satelitales.37°15′8.58″N 122°2′27″O / 37.2523833, -122.04083
La entrada es gratuita.

## Historia

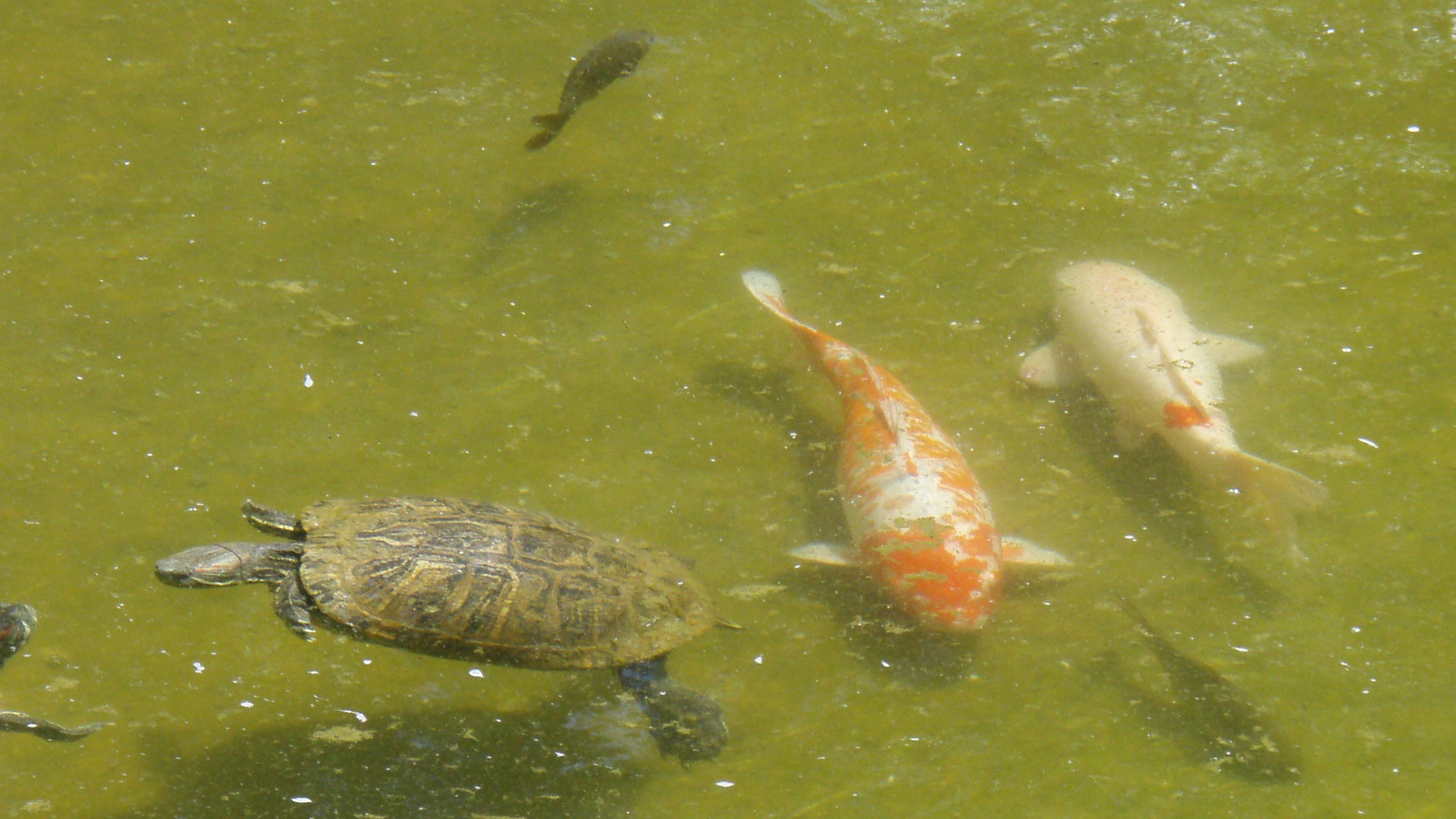
Tortuga de orejas rojas y Koi en Hakone

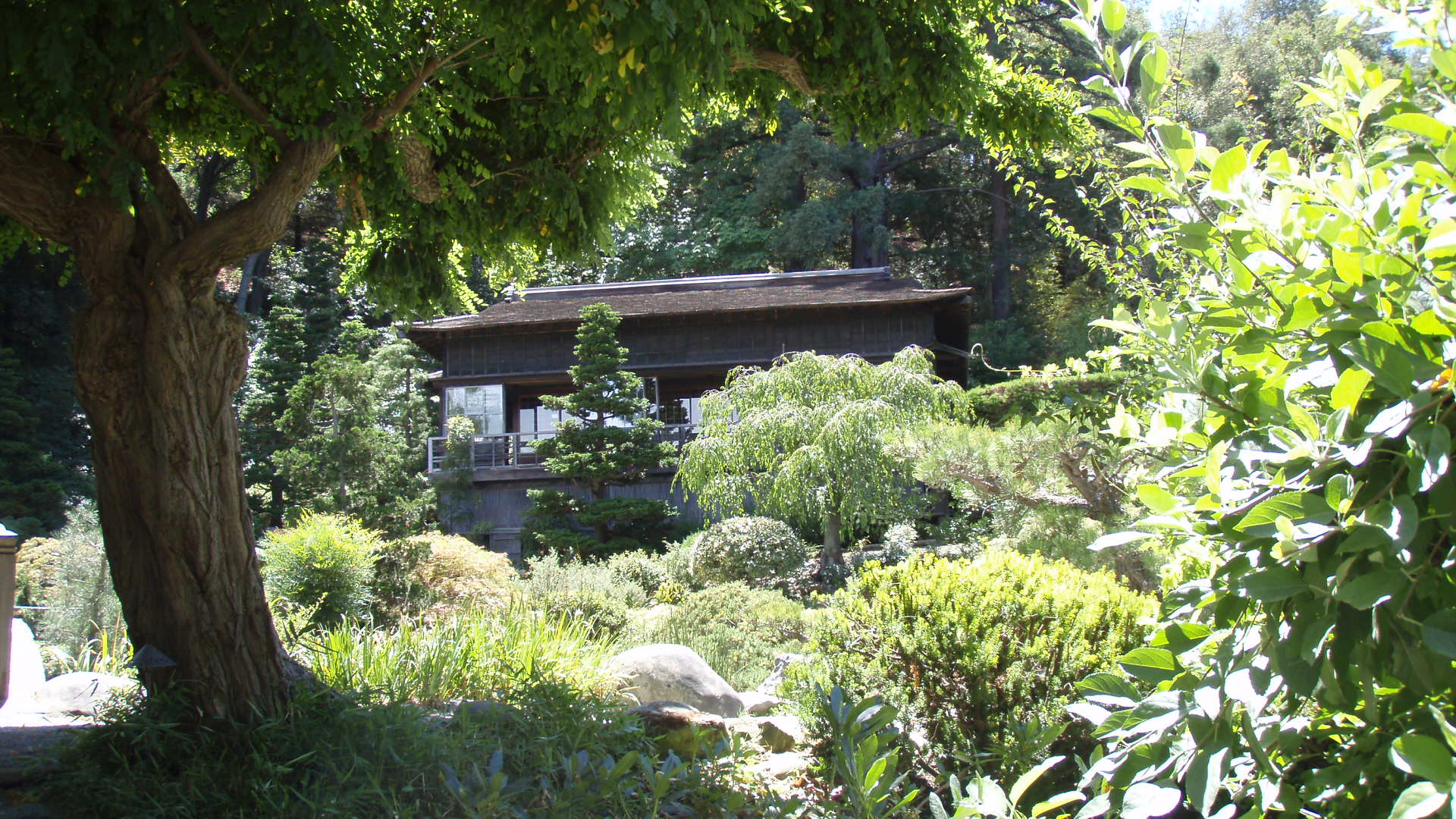
Edificios en Hakone

En 1916, dos mecenas de arte en San Francisco, Oliver e Isabel Stine, con la intención de construir una residencia de verano, compraron un terreno de 18 acres. Sitio en el que ahora se encuentra Hakone diseñado inspirado por sus viajes a Japón, Isabel Stine los modeló sobre los jardines (y nombrado después de ellos) del Parque nacional de Fuji-Hakone-Izu. 
Ella contrató a artistas japoneses paisajistas y arquitectos para el diseño de los jardines y la Cámara Alta "Visualización de la Luna". Más edificios se fueron añadiendo en los últimos años por Stine y por los siguientes propietarios.
En 1966, la ciudad de Saratoga compró los Jardines Hakone, entonces en mal estado, con el fin de protegerlos. La Fundación Hakone, una organización sin fines de lucro, fue creada en 1984 para restaurar y mejorar los jardines independientemente de la financiación pública. Los jardines están abiertos al público y las instalaciones comunitarias diferentes a menudo se utilizan para eventos culturales.

## Colecciones
Pasa por ser como el jardín japonés de estilo residencial más antiguo del Hemisferio Occidental. Entre sus características más notables incluyen un jardín de bambú, un jardín Zen, un jardín de paseo con una amplia senda de paseo húmeda "chisen", jardín con cascadas, lagos, zonas verdes, y linternas de piedra, varias casa de té, y el Centro de Intercambio Cultural, una réplica de una casa del siglo XIX japonés y frontal de una tienda.
Las charcas están repobladas con peces koi. Las plantas del jardín en su mayoría son plantas indígenas del Japón destacando colecciones de wisterias, lavandas, y azaleas entre otras.
El jardín es un lugar muy popular que se puede alquilar para ceremonias de bodas y también ha sido alquilada a los proyectos de Hollywood como localizaciones de la película Memorias de una geisha (2005).